# Aligoulouchaghi
Aligoulouchaghi est un village de la région de Qubadli en Azerbaïdjan.

## Histoire
Le nom ancien du village était "Garabachli".
En 1993-2020, Aligoulouchaghi était sous le contrôle des forces armées arméniennes. En 2020, le village d'Aligoulouchaghi a été restitué sous le contrôle de l'Azerbaïdjan.